# NoHo (Manhattan)
Pour les articles homonymes, voir NoHo.
NoHo, par opposition à SoHo, est un quartier de l'arrondissement de Manhattan à New York.

## Situation et accès
Il est délimité au sud par Houston Street, au nord par Astor Place, à l'est par Bowery et à l'ouest par Broadway. NoHo est coincé entre Greenwich Village et l'East Village. Ce quartier relativement restructuré depuis quelques années possède comme SoHo, mais dans une moindre mesure, des fameux Iron Buildings.
C'est un quartier de restaurants et de bars, une zone tampon relativement tranquille entre les deux villages qui le bordent.

## Origine du nom
« NoHo », est l'abréviation de « North of Houston Street ».

## Historique
En 1748, le médecin suisse Jacob Sperry y établit le premier jardin botanique de New York, à l'intersection actuelle de Lafayette Street et Astor Place.
En 1804, John Jacob Astor acheta le site de Sperry et le loua à Joseph Delacroix, qui y construit une station balnéaire nommée Vauxhall Gardens, les jardins étaient auparavant situés plus loin dans le centre-ville, à Tribeca.
Dès les années 1820, « NoHo » devient un quartier huppé, avec des résidences élégantes sur Bond Street (en), Bleecker Street et Great Jones Street, fréquentées par des familles influentes.